# Urad Qianqi
Urad Qianqi (przednia chorągiew Urad; chiń. 乌拉特前旗; pinyin: Wūlātè Qián Qí) – chorągiew w północnych Chinach, w regionie autonomicznym Mongolia Wewnętrzna, w prefekturze miejskiej Bayan Nur. W 1999 roku liczyła 370 054 mieszkańców.